# عدالت سزادهنده
عدالت سزادهنده نظریه‌ای در مورد مجازات است که بر اساس آن وقتی مجرم قانون را زیر پا می‌گذارد، عدالت ایجاب می‌کند که در عوض رنج کشیده و پاسخی متناسب با جرم خود ببیند. بر خلاف انتقام، سزادهی، و در نتیجه عدالت سزادهنده، شخصی نبوده، فقط در پاسخ به خطاکاری است، محدودیت‌های ذاتی دارد، شامل لذت از رنج دیگران نمی‌شود (یعنی شادِن‌فرویده، سادیسم)، و استانداردهای رویه‌ای را به کار می‌گیرد. عدالت سزادهنده با سایر اهداف مجازات، مانند بازدارندگی (پیشگیری از جنایات آینده) و توانبخشی مجرم در تقابل است.
مفهوم سزادهی در بیشتر فرهنگ‌های جهان و در بسیاری از متون باستانی یافت می‌شود. متون کلاسیکی که از این دیدگاه حمایت می‌کنند عبارتند از در باب قوانین از سیسرون ( قرن اول قبل از میلاد)، علم حق از کانت (۱۷۹۰)، و عناصر فلسفه حق از هگل (۱۸۲۱). حضور عدالت سزادهنده در فرهنگ یهودی باستان با ذکر آن در شریعت موسی نشان داده می‌شود که به مجازات‌های «زندگی در برابر زندگی، چشم در برابر چشم، دندان در برابر دندان، دست در برابر دست، پا در برابر پا»، همراه با ارجاع به قانون حمورابی، اشاره دارد. اسناد از وجود ارزش‌های مشابه در فرهنگ‌های دیگر حمایت می‌کنند. با این حال، قضاوت در این مورد که یک مجازات به میزان مناسب شدید است یا نه می‌تواند در فرهنگ‌ها و میان افراد بسیار متفاوت باشد.

## اهداف
برخی از اهداف سزادهی رسمی عبارتند از:
- برای هدایت احساسات تلافی‌جویانۀ مردم به نظام‌های سیاسی و حقوقی و همچنین، بازداشتن مردم از توسل به لینچ‌کردن، خونخواهی، و سایر اَشکال خودیاری کیفرجویانه.
- برای ترویج هم‌بستگی اجتماعی از طریق مشارکت در عمل مجازات، تحت این نظریه که «جامعه‌ای که با هم می‌کُشد با هم می‌ماند.»[E ۷]
- برای جلوگیری از وضعیتی که در آن شهروندی که ترجیح می‌داد به عنوان بخشی از مسئولیت مدنی خود از قانون اطاعت کند، نتیجه بگیرد ابله خواهد بود اگر آن را نقض نکند وقتی بسیاری دیگر با بی‌قانونی فرار می‌کنند؛ وضعیتی که در آن هدف شهروند از اطاعت تا حد زیادی مغلوب شده است.

## تاریخ
در دوران اولیۀ همه نظام‌نامه‌ها، سزادهی برای خطاکاری بر اجرای حقوق اولویت داشت. ادراکی خشن از عدالت ایجاب می‌کرد که جنایتکار بایستی با تحمیل ضرر و دردی متناسب، چنانکه به قربانی خود وارد کرده است، مجازات شود. بنابراین قانون مقابله به مثل (چشم در برابر چشم) در حقوق باستان بسیار برجسته بود. کتاب مقدس نیز از این قاعده مستثنی نیست، زیرا قانون مقابله به مثل را در قدیمی‌ترین شکل خود گنجانده است: middah ke-neged middah (قانون «میزان برای میزان»).

در قرن نوزدهم، امانوئل کانت در متافیزیک اخلاق استدلال کرد که سزادهی تنها شکل برحق مجازات است که دادگاه می‌تواند تجویز کند:
مجازات قضایی هرگز نمی‌تواند صرفاً به‌عنوان ابزاری برای ترویج برخی خیرهای دیگر برای خودِ مجرم یا جامعۀ مدنی مورد استفاده قرار گیرد؛ بلکه باید در همۀ موارد تنها به دلیل ارتکاب جرم بر وی اعمال شود.
کانت مجازات را امری عادلانه می‌دانست که دولت باید به خاطر قانون آن را اجرا کند، نه به خاطر جنایتکار یا قربانی. او استدلال می‌کند که اگر مجرمان مجازات نشوند، عدالت اجرا نشده و اگر عدالت اجرا نشود، خودِ ایدۀ قانون تضعیف می‌شود.
یکی از دلایلی که اصلاح‌طلبان قرن بیستم سزادهی را  کنار گذاشتند این بود که آنها از ایدۀ خودمختاری شخصی دست کشیدند، زیرا معتقد بودند علم آن را بی‌اعتبار کرده است. اگرچه عدالت سزادهنده معمولاً به عنوان سنگ بنای مجازات کیفری در نظر گرفته می‌شود، اما نشان داده شده است که در حقوق خصوصی نیز نقش دارد.

## اصول
طبق دانشنامه فلسفه استنفورد، عدالت سزادهنده به سه اصل متعهد است:
- «کسانی که مرتکب انواع خاصی از اعمال نادرست یا جنایات جدی می‌شوند، از نظر اخلاقی مستحق رنج بردن از مجازاتی متناسب هستند.»
- این «ذاتاً از نظر اخلاقی خوب است، خوب بدون ارجاع به خیرهای دیگری که ممکن است ایجاد شوند، اگر یک مجازاتگرِ برحق مجازاتی که سزاوار مجرمین است را به آنها بدهد.»
- «مجازات عمدی افراد بیگناه یا تحمیل مجازات‌های نامتناسب برای افراد خطاکار از نظر اخلاقی غیرمجاز است.»

### تناسب
تناسب مستلزم آن است که میزان مجازات با شدت رفتار متخلف مقارن باشد. خوانش دقیق عبارت کتاب مقدس «چشم در برابر چشم» در خروج و لاویان چنین است: «فقط یک چشم در برابر یک چشم»، یا «چشم به جای چشم». اما این بدان معنا نیست که مجازات باید با جرم هم‌ارز باشد. یک نظام سزادهنده باید جرایم شدید را خشن‌تر از جرایم خُرد مجازات کند، اما سزاگرایان در مورد میزان خشن یا ملایم بودنِ نظام اختلاف نظر دارند. شدت جرم را می‌توان با روش‌هایی مختلف تعیین کرد؛ از جمله با میزان خسارت، سود ناعادلانه یا عدم تعادل اخلاقی‌ای که جرم ایجاد کرده است.
به طور سنتی، فیلسوفان، سزاگرایی را در تقابل با فایده‌گرایی قرار می‌دهند. برای فایده‌گرایان، مجازات آینده‌نگر بوده و با توانایی ادعا شده برای دستیابی به مزایای اجتماعی در آینده، مانند کاهش جرم، توجیه می‌شود. اما برای سزاگرایان، مجازات گذشته‌نگر است و با جنایتی که از پیش ارتکاب شده توجیه می‌شود؛ بنابراین مجازات تنها برای جبران خسارت انجام می‌شود.

## زیرنوع‌ها
عدالت سزادهنده دو نوع متمایز دارد. تعریف کلاسیک، این ایده را در بر می‌گیرد که میزان مجازات باید متناسب با میزان آسیب ناشی از جرم باشد. نسخۀ جدیدتری که مایکل دیویس، فیلسوف اخلاق، از آن حمایت می‌کند، مدعی است که میزان مجازات باید متناسب با میزان سود ناعادلانه‌ای باشد که خطاکار به دست آورده. دیویس این نسخه از عدالت سزادهنده را در اوایل دهۀ ۱۹۸۰ معرفی کرد؛ زمانی که عدالت سزادهنده، شاید به دلیل ناکامی‌های نظریۀ اصلاحات در دهه‌های پیشین، در جامعۀ فلسفه حقوق احیا می‌شد.
ارزیابی نظام عدالت سزادهنده از سزاوارِ سرزنش بودن (یا نبودن) می‌تواند یا مجازات را توجیه کرده یا صرفاً مجازات‌هایی که جامعه به دلایل دیگر اِعمال می‌کند را محدود کند.

## انتقادات
بسیاری از حوزه‌های قضایی که عدالت سزادهنده را اتخاذ می‌کنند، به ویژه در ایالات متحده، از حکم لازم الاجرا استفاده می‌کنند که در آن قضات باید برای جرمی در محدودۀ تعیین شده به وسیلۀ قانون مجازات اِعمال کنند. با این حال، قضات اختیار محدودی برای در نظر گرفتن کیفیات مخففه، که در شرایط خاص منجر به مجازات کمتری می‌شوند، دارند.
هنگامی که مجازات مستلزم جریمۀ نقدی است، این نظریه اجازه نمی‌دهد که وضعیت مالی یک مجرم در نظر گرفته شود؛ این خود منجر به موقعیت‌هایی می‌شود که در آن یک فرد فقیر و یک میلیونر مجبور به پرداخت مبلغی یکسان می‌شوند. چنین جریمه‌ای برای مجرم فقیر تنبیهی خواهد بود، در حالی که برای میلیونر ناچیز است. بسیاری از حوزه‌های قضایی به جای سزادهی ناب، از معیارهای گوناگون استفاده می‌کنند؛ مانند تأکید اتحادیه اروپا بر برابری و تعیین میزان جریمه نه تنها بر اساس تخلف، بلکه بر پایۀ درآمد، حقوق و توانایی پرداختِ مجرم. برای مثال در سال ۲۰۰۲، یک مدیر ارشد فنلاندی در نوکیا به دلیل برگِ جریمۀ صادر شده برای رانندگی با سرعت ۷۵ کیلومتر بر ساعت (۴۷ مایل بر ساعت) در ناحیه‌ای با سرعت مجازِ ۵۰ کیلومتر بر ساعت (۳۱ مایل بر ساعت)، مجبور به پرداخت ۱۱۶۰۰۰ یورو (۱۰۳۰۰۰ دلار آمریکا) شد؛ مبلغی بر اساس درآمدِ سالانۀ ۱۴ میلیون یورویی او (۱۲.۵ میلیون دلار آمریکا). به طور مشابه، یک تاجر فنلاندی لازم بود بر اساس درآمد سالانۀ ۶.۵ میلیون یورویی خود، ۵۴۰۰۰ یورو بپردازد. این روند جریمه را به همان اندازه تنبیهی می‌کند که جریمۀ معمولی ۲۰۰ یورویی (۲۴۶ دلار آمریکا) برای یک فنلاندی با تخلفی مشابه اما دارای حقوق متوسط. عدم توجه نظریه سزادهنده به وضعیت مجرم و قربانی، از جمله برابری کیفری و در نظر گرفتن موقعیت و ثروت مجرم و در نتیجه توانایی پرداخت جریمۀ نقدی یا دفاع موثر از خود در دادگاه، موجب شده است که بسیاری از مراجع قضایی به طرق مختلف آن را کنار بگذارند. 
یکی از انتقادات به برخی از مفاهیم عدالت استحقاقی این است که آنها بدوی هستند و به جای شخصیت و مقصر بودنِ مجرمان، بر آسیب‌های اجتماعی تاکید می‌کنند. به عنوان مثال می‌توان به قانون کالیفرنیا در سال ۱۹۷۶ اشاره کرد که «شرایط متناسب با جدیت جرم و یکنواختی در احکام صادر شده برای مجرمانی که در شرایط مشابه مرتکب جرمی یکسان می‌شوند» را فرا می‌خواند. به طور کلی، اولویت دادن به عدالت عمومی به جای اهداف مرتبط با کنترل جرم مورد انتقاد قرار گرفته است؛‌ از جمله به دلیل قابلیت بیشتر انتساب به سهولت نسبی، در نوشتن دستورالعمل‌های محکومیت به عنوان تعرفه‌های جرم، در مقایسه با هر استدلال صحیح در مورد نظریه کیفری.

## جایگزین‌ها
جایگزین‌های مرسوم برای عدالت سزادهنده تبعید و دوری جستن بوده است. چنین احکامی در جوامع پیشامدرن غالباً معادل با مجازات اعدام بودند، زیرا زنده ماندن افراد بدون حمایت و حفاظت جامعه‌ای که به آن ظلم کرده بودند غیرممکن بود.
جایگزین‌های مدرن برای اقدامات سزادهنده شامل بستریِ اجباری، عدالت ترمیمی و عدالت تحول‌آفرین است . با مروری کلی بر عدالت کیفری، هر یک از این آرمان‌ها در چارچوب قرار می‌گیرند.
رویکردی لیبرترین‌ به این موضوع استدلال می‌کند که استرداد کامل (در مفهوم گسترده، و نه فنیِ قانونی) هم با سزاگرایی و هم با مرتبه‌ای فایده‌گرا از بازدارندگی سازگار است

## واژه‌نامه
1. ↑  retributive justice
2. ↑  retribution
3. ↑  procedural standards
4. ↑  deterrence
5. ↑  De Legibus
6. ↑  Science of Right
7. ↑  "the society that slays together stays together."
8. ↑  'measure for measure'
9. ↑  proportionality
10. ↑  retributivists
11. ↑  retributivism
12. ↑  Michael Davis
13. ↑  blameworthiness
14. ↑  mandatory sentencing
15. ↑  mitigating factors
16. ↑  punitive
17. ↑  just deserts
18. ↑  culpability
19. ↑  shunning
20. ↑  involuntary hospitalization
21. ↑   transformative justice
22. ↑  context